# Clavigo
Clavigo est une pièce de théâtre écrite par Johann Wolfgang Goethe en 1774. 
Ce drame en cinq actes est librement inspiré de faits réels abordés par Beaumarchais dans « Fragment de mon voyage en Espagne », à savoir l'annulation par José Clavijo y Fajardo de sa promesse de mariage avec Marie-Louise Caron dite « Lisette », sœur de Beaumarchais, et la retentissante affaire d'honneur entre les deux hommes qui s'ensuivit. 
Dans sa pièce Goethe a modifié de nombreux détails, tels que les prénoms des sœurs de Beaumarchais ou la mort de Clavigo.

## Argument
L'histoire se déroule en Espagne, à Madrid, en 1764. 
Clavigo est archiviste du roi d'Espagne après être parti de rien, ce qui aiguise son caractère ambitieux et son orgueil. Il est le fiancé d'une jeune Française, Marie Beaumarchais (sœur de l'écrivain), résidant en Espagne en compagnie de sa sœur aînée Sophie et du mari de celle-ci. Autrefois les deux sœurs avaient été envoyées par leur père chez un correspondant de celui-ci à Madrid dans le cadre d'une convention amicale. 
Acte I. Se félicitant des succès de sa jeune et prometteuse carrière, Clavigo se laisse flatter et influencer par Carlos, son ami et confident, et a ainsi rompu avec la jeune fille juste avant le mariage déjà annoncé et organisé, pour la raison que cette union pouvait freiner sa carrière littéraire et politique. Marie, trahie et humiliée, est depuis lors sous l'empire d'une crise de tristesse sans fin.
Tandis que Clavigo et Carlos ne pensent qu'à leurs projets et à leurs entrées à la Cour, Marie, trahie et humiliée, est sous l'empire d'une grave dépression. Beaumarchais, son frère, arrive à Madrid pour venger sa sœur de cet affront. Il est reçu par ses deux sœurs, son beau-frère et un ami de celui-ci, et se fait exposer en détail les circonstances de l'incident afin d'ajuster son action.
Acte II. Cet acte est de pure comédie. Beaumarchais arrive à se faire introduire comme invité chez Clavigo et, après des présentations cérémonieuses où chacun dissimule ses véritables sentiments, il révèle qui il est et quel est son but. Puis, avec une autorité implacable écrasant le maître de maison (sous les yeux des propres serviteurs de celui-ci), il lui dicte à la manière d'un maître d'école, et lui fait signer, un document où Clavigo reconnaît avoir commis un acte ignoble à l'encontre de l'innocente Marie. Beaumarchais projette de distribuer cette note à toute la cour d'Espagne pour discréditer Clavigo, sauf, et c'est là une ultime concession de Beaumarchais, si Clavigo obtient entre-temps le pardon de la principale intéressée. Dans le cas contraire Beaumarchais mettrait son dessein à exécution. Après le départ de Beaumarchais Clavigo se découvre admiratif du frère de Marie et désireux de se racheter auprès de celle-ci. Malgré l'hostilité de Beaumarchais à son encontre, il ressent un respect sans borne pour celui-ci en raison de son charisme et de son dévouement chevaleresque envers sa sœur ; pour cette raison il aimerait que Beaumarchais devienne effectivement son beau-frère, ce qui renforce son désir de renouer avec Marie.
Acte III. Clavigo demande pardon à Marie et aux siens, manifestant son désir de rétablir le projet de mariage. Marie ne peut lui résister et lui pardonne. Apparemment fou de joie de prendre ce nouveau départ, Clavigo se réconcilie avec tout le monde, et Beaumarchais, dans la liesse générale, lui rend en le déchirant le papier qu'il lui avait fait signer. 
Acte IV. De retour chez lui, Clavigo rencontre Carlos. Celui-ci, contrarié du revirement de Clavigo, lui dépeint ses deux avenirs possibles : soit il renoue effectivement avec Marie, aura une existence heureuse mais étriquée de chef de famille, ne pourra jamais atteindre les sommets du pouvoir et demeurera archiviste du roi ; soit il abandonne Marie de nouveau, et libéré il atteindra les plus hautes sphères politiques. C'est cette seconde option que lui impose Carlos par un discours virulent. Non seulement Clavigo est ainsi influencé, mais il révèle à Carlos qu'il n'aime plus vraiment Marie après l'avoir revue, et qu'il a en réalité simulé une passion renaissante, ce qui constitue un coup de théâtre : Carlos a alors beau jeu de convaincre Clavigo, et celui-ci décide de trahir une seconde fois Marie. Pour ce faire, Carlos entraîne Clavigo dans une calomnie devant faire arrêter Beaumarchais : celui-ci aurait prétendument forcé la porte de Clavigo pour lui faire signer la fameuse note sous la contrainte d'une arme. Cependant, durant les premiers échos de ce coup monté Clavigo doit, toujours selon les plans de Carlos, se cacher et demeurer introuvable pour éviter Beaumarchais. Auprès de ses deux soeurs celui-ci s'étonne de cette disparition, puis reçoit par un courrier la nouvelle de son inculpation. En apprenant cet ensemble de nouvelles Marie vient à succomber, et Beaumarchais, à présent sans défense à l'étranger face à un sort funeste, jure avec une virulence décuplée qu'il la vengera.
Acte V. Dans l'obscurité de la nuit, devant incognito rejoindre Carlos, Clavigo passe devant la demeure de Marie, découvrant involontairement le décès de celle-ci à la vue du cortège funèbre et du cercueil. Il fond en larmes et mesure les conséquences de ce que lui a fait faire Carlos. À cet instant Beaumarchais arrive, découvre que sa sœur est réellement morte (à l'acte IV il était sorti précipitamment avant de pouvoir en être témoin) et considère comme un affront suprême et ultime la présence même de Clavigo et ses exigences outrageantes d'arrêter le cortège et de découvrir Marie de son suaire pour la revoir ; fou de rage il le provoque alors en duel et le blesse mortellement. Dans ses derniers soupirs Clavigo reconnaît définitivement sa faute, demande pardon à Beaumarchais et à tous les proches réunis autour du cercueil, pardon qu'il obtient dans la mesure où Beaumarchais sent toute sa haine s'estomper devant la mort de son ennemi. Clavigo déclare qu'il apportera à Marie, qu'il s'apprête à rejoindre, les adieux que ses proches n'ont pas eu le temps de lui faire. Enfin, il supplie Carlos, qui vient de surgir et qu'il rend responsable du désastre, d'aider à présent Beaumarchais à s'enfuir vers la France.

## Traduction
L'unique traduction française disponible est celle de Claude Darmstädter.

## Ballet
Roland Petit crée un ballet éponyme directement inspiré de la pièce de théâtre pour le Ballet de l'Opéra national de Paris en 1999, sur une musique originale de Gabriel Yared. 